# Vietnam en los Juegos Olímpicos de Melbourne 1956
Vietnam estuvo representado en los Juegos Olímpicos de Melbourne 1956 por seis deportistas masculinos que compitieron en ciclismo.
El equipo olímpico vietnamita no obtuvo ninguna medalla en estos Juegos.